# Wenezuelska gorączka krwotoczna
Wenezuelska gorączka krwotoczna – choroba wirusowa opisana po raz pierwszy w 1989 roku w Guanarito w wenezuelskim stanie Portuguesa, a następnie także w stanie Barinas.

## Etiologia
Czynnikiem etiologicznym wenezuelskiej gorączki krwotocznej jest RNA wirus Guanarito zaliczany do arenawirusów Nowego Świata (kompleks Tacaribe).
Wirusa wyizolowano od gryzoni z gatunków Sigmodon alstoni, Sigmodon hispidus i Zygodontomys brevicauda, przy czym u Zygodontomys brevicauda wykryto także przeciwciała. Przeciwciała przeciwko wirusowi stwierdzano także u gryzoni z rodzaju Oryzomys.
Do zakażenia u ludzi dochodzi prawdopodobnie w wyniku kontaktu ze zwierzętami lub ich wydalinami.

## Objawy i przebieg
Uważa się, że zakażenie wirusem rzadko prowadzi do rozwinięcia się postaci pełnoobjawowej (u 2.6% badanych osób w rejonie endemicznym stwierdzono przeciwciała), natomiast jej wystąpienie skutkuje ciężkim przebiegiem. W postaci poronnej występuje prawdopodobnie jedynie niewielka gorączka.
Pierwszy opisany przypadek choroby, do momentu identyfikacji wirusa, uważano za gorączkę denga.
W przebiegu choroby występuje ból głowy, gorączka, zapalenie spojówek, zapalenie gardła z powiększeniem węzłów chłonnych szyi, kaszel, osłabienie i bóle stawów. Do typowych objawów należą także nudności i wymioty, krwawienia z nosa, dziąseł, dróg rodnych, petechiae, krwawienie do przewodu pokarmowego (smoliste stolce). Obserwuje się leukopenię i trombocytopenię.
Obraz autopsyjny przypomina inne południowoamerykańskie krwotoczne gorączki arenawirusowe: obrzęk płuc z krwotokami śródmiąższowym i podopłucnowymi, ogniska krwotoczne w wątrobie, powiększenie wymiarów serca i splenomegalia, cechy krwawienia do przewodu pokarmowego, pęcherza moczowego i macicy.
Śmiertelność w przebiegu choroby ocenia się na 25%.

## Rozpoznanie
Przydatny może być test seroneutralizacji. Rozpoznanie choroby potwierdza się poprzez izolację wirusa. Do hodowli używa się komórek Vero lub komórek komarzych komara tygrysiego (C6136).

## Leczenie
Objawowe, nie opracowano leczenia przyczynowego.